# Mateusz Pośnik
Mateusz Pośnik (ur. 12 maja 1988) – polski pięcioboista, wicemistrz Polski.

## Kariera sportowa
Był zawodnikiem CWKS Legia Warszawa. Jego największym sukcesem w karierze było wicemistrzostwo Polski seniorów w 2008. W 2006 wywalczył wicemistrzostwo świata juniorów w sztafecie oraz mistrzostwo Europy juniorów w sztafecie, w czwórboju. W 2009 został młodzieżowym wicemistrzem Europy w sztafecie mieszanej (z Joanną Gomolińską). W tym samym roku startował także na mistrzostwach świata seniorów (indywidualnie odpadł w eliminacjach, w sztafecie zajął 9 miejsce).